# Jusuf Jahić
Hadži háfiz Jusuf Zijauddin-efendija (ev. Zija) Jahić (1853 Miljanovci, okres Kalesija, osmanská říše – 6. července 1928 Tuzla, Království Jugoslávie) byl bosenskohercegovský islámský duchovní a pedagog bosňáckého původu.

## Životopis
Bližší informace o jeho dětství nejsou známy. Vyšší islámskou školu, medresu, dokončil v Tuzle nebo Zvorniku. Ve vzdělávání nato pokračoval v Istanbulu, a to jako zemský stipendita. Po návratu do vlasti nadlouho zakotvil v městečku Kladanj, kde působil jako imám a hatíb, kazatel, a nato učitel, muderris, v Hadim Ali-pašově medrese (od 22. 7. 1883). O pět let pouději jej Zemská vláda pro Bosnu a Hercegovinu jmenovala za muftího v Bihaći (od 14. 3. 1888), kde nahradil Sulejmana Šarce. Vedle toho vyučoval v místní medrese. Na tomto postu setrval až do roku 1914. Roku 1893 vedl výpravu bosenskohercegovských poutníků do Mekky, s nimiž vykonal hadždž. Na vlastní žádost byl 10. září 1920 penzionován, načež se přestěhoval do Tuzly.
Roku 1912, kdy vznikl stavovský spolek islámských duchovních, Sdružení bosensko-hercegovské ʻilmijje (Udruženje bosansko-hercegovačke ilmijje), Jahić byl zvolen do jeho Hlavního výboru.